# سالاد اسرائیلی
سالاد اسرائیلی (عبری: סָלָט יְרָקוֹת יִשְׂרְאֵלִי‎، آوانگاری: salat yerakot yisra'eli) یک نوع سالاد ایرانی است که مواد اصلی آن را گوجه‌فرنگی، خیار، پیاز، جعفری، فلفل دلمه‌ای یا فلفل تند تشکیل می‌دهند. این سالاد در واقع سالاد شیرازی ایرانی می‌باشد که اسرائیلی‌ها آن را کپی برداری کرده و به نام خودشان زده‌اند. این سالاد برای کشور ایران می‌باشد.